# Sónia Matias
Sonia Matias es una exfutbolista internacional con la selección portuguesa absoluta. Su último club (2013) fue el RCD Espanyol. Jugaba de lateral izquierdo.

## Historia
Sonia Matías nace en Lisboa el 17 de mayo de 1983 y desde muy pequeña ya jugaba con los niños en la calle o el colegio. Alternó el atletismo con el fútbol hasta los 18 años, momento en el que decide volcarse profundamente en el fútbol. Su profesionalidad, seriedad y la fuerte personalidad la han hecho triunfar en un deporte que poco a poco se abre paso en España. 
Tras su paso por el 1º de Diciembre en Portugal y haber ganado varias ligas surge la opción de fichar por el Prainsa Zaragoza dando así el salto a España. Tras dos buenas temporadas el Espanyol llamó a su puerta y hasta el día de hoy, Sonia está viviendo unos grandes momentos tanto a nivel de club como en la selección en la cual ya ha completado más de 55 internacionalidades.

## Palmarés
- Campeona de la Copa de la Reina 2012